# Quintana de Toranzo
Quintana de Toranzo es una localidad del municipio de Corvera de Toranzo (Cantabria, España). En el año 2021 contaba con una población de 39 habitantes (INE). La localidad se encuentra a 497 metros de altitud sobre el nivel del mar, y a 8 kilómetros de la capital municipal, San Vicente de Toranzo.